# Assurance maladie
L’assurance maladie  est un dispositif chargé d'assurer un individu face à des risques financiers de soins en cas de maladie, ainsi qu'un revenu minimal lorsque l'affection prive la personne de travail.
Dans la plupart des pays occidentaux, une grande part de l'assurance maladie est prise en charge par l'État. C'est d'ailleurs une des composantes fondamentales de la sécurité sociale, et un devoir de l’État selon la Déclaration universelle des droits de l'homme de 1948.
Un système d'assurance maladie public peut être géré par un organisme d’État, délégué à des organismes privés ou être mixte.
Le fonctionnement, comme toutes les autres assurances, est fondé sur la mutualisation du risque : chaque personne cotise, et en échange, elle est remboursée selon un barème fixé.
Pour un système d'assurance maladie public, la prime d'assurance payée par l'assuré ne suit pas forcément les règles de l'assurance pure, et elle peut ne pas être fondée sur le risque seul. En effet, le système public remplit à la fois une fonction d'assurance pure et une fonction de répartition dans lequel les plus aisés payent l'assurance des plus défavorisés.

## Histoire
Jusqu'au XVIIIe siècle, les protections contre les risques de la vie sont assurées le plus souvent par la richesse personnelle, la solidarité locale (familiale, villageoise) ou professionnelle (guildes, jurandes) et la charité. On connaît néanmoins plusieurs cas de sociétés privées qui, au XVIIe siècle en Espagne, offraient à leurs salariés le remboursement des frais médicaux pour eux et leurs familles.
Au XIXe siècle, la Révolution industrielle concentre les populations dans les villes où la solidarité locale ne peut plus jouer, et le nombre d'accidents du travail augmente. De plus se développe un mouvement intellectuel et scientifique, qui promeut la prévoyance individuelle (à l'origine des assurances privées), les sociétés d'assurance mutuelle qui apportent la prévoyance collective et la notion de « dette sacrée » apportée par la Révolution française dont l'article 21 de la Déclaration des droits de l'homme et du citoyen de 1793 reconnaît pour chaque citoyen le droit à l'assistance et à la protection sociale, donnant naissance à la sécurité sociale.
Ces nouvelles conceptions sont appliquées en Prusse où Otto von Bismarck, souhaitant un État fort, développe le premier système d'assurances sociales obligatoires avec les projets de loi sur l'assurance contre les accidents du travail et l’assurance-maladie sociale adoptés en 1883 et 1884.

## Modèles d'assurance maladie
L'assurance maladie peut prendre deux formes différentes :
- soit il s'agit simplement d'une assurance financière : l'individu est assuré pour un risque (l'accident, la maladie), et ses soins (rémunération des praticiens, coût des produits et médicaments, prothèses, orthèses…) sont remboursés selon le barème ;
- soit l'organisme assureur constitue un réseau de soins : il contacte des praticiens, fournisseurs.... L'assurance achète une sorte d'abonnement à ce réseau de soins et le revend à l'usager ; dans sa forme la plus extrême, l'assuré n'a pas le choix de son praticien, du moins s'il veut bénéficier de la gratuité des soins ou de leur remboursement.

On peut avoir une coexistence de ces deux modèles.
L'assurance maladie peut être un organisme purement étatique (public), ce qui peut être uniquement des assureurs privés ou bien on peut avoir un système mixte : l'usager dispose d'une assurance publique et peut contracter une assurance privée auprès d'une compagnie ou mutuelle d'assurance (appelée « complémentaire santé » en France), qui complète le remboursement ou fournit un accès à un réseau de soins complémentaire.
On constate que les pays ayant adopté un système purement privé et concurrentiel sont également ceux pour lesquels les dépenses sont les plus élevées. Ainsi, alors que les pays développés dépensent en moyenne 10 % de leur PIB dans leur système de soins, les États-Unis en dépensent 14 % et la Suisse 13 %. Néanmoins, dans un système d'assurance en concurrence, les assurés choisissent le niveau de dépense qu'ils souhaitent par rapport au niveau de couverture santé qu'ils souhaitent. Le niveau de dépense dans un système en concurrence révèle donc le niveau de dépense souhaité par les consommateurs. Dans un système public, l'État fixe le niveau des dépenses et rationne l'usage des services de santé pour les limiter (par exemple, médecin traitant en France). La comparaison des niveaux de dépenses entre systèmes publics et systèmes en concurrence est donc biaisée du fait qu'il s'agit de systèmes non comparables dans leur usage.

## Dans le monde

### Allemagne
Fondé sur les principes d'une assurance professionnelle dans le cadre de l'entreprise et de la prévoyance sociale, le système allemand se trouve dans un processus de réforme depuis la fin des années 1980 intégrant une dimension financière et organisationnelle.
En 1883, la loi sur l'assurance maladie instaure la mise en place de l'assurance obligatoire pour les ouvriers dans l'industrie. Entré en vigueur en 1914, ce système demeure la principale base juridique de la législation sur l'assurance maladie jusqu'à l'adoption en 1988 de la première loi sur la réforme du système de santé.
- Régime public : 88 % des habitants y sont affiliés. Une assurance maladie est obligatoire en dessous d'un certain seuil de revenus. Les cotisations correspondent à 14,6 % du salaire brut plus une surcharge moyenne de 1,3%[5]. La moitié de la contribution est payée par l'employeur[6].

- Régime privé : 12 % des habitants y sont affiliés. Au-delà d'un certain seuil de revenus (64 350 € bruts[7]), les salariés peuvent opter pour le régime de l'assurance privée. Les fonctionnaires, les travailleurs indépendants et les étudiants peuvent affilier à cette assurance privée sans atteindre un seuil de salaire[8]. Les étudiants peuvent demander à être exemptés de leur obligation d’assurance publique pour s'affilier au système privé. Les étudiants de plus de 25 ans qui ne sont pas couverts par l’assurance maladie de leurs parents peuvent alors s'affilier au régime privé, qui se veut bien souvent moins onéreux que le système public[9]. Cette assurance privée couvre 10 % de la population qui a ainsi la possibilité de ne pas choisir le système d’adhésion obligatoire au-delà d’un seuil de revenus mais qui peut aussi cumuler les deux types de protection publique et privée. Contrairement au régime public, les cotisations sont décidées en fonction de l'âge et de la condition de santé des affiliés[7].

Les caractéristiques du système allemand sont les suivantes :
- les cotisations sociales (salariales et patronales) financent majoritairement le risque maladie ;
- les caisses d'assurance maladie au sein desquelles siègent des représentants des financeurs (syndicats de salariés et organisations patronales) ont un rôle gestionnaire ;
- une très grande diversité (près de trois cents caisses publiques différentes) et une grande autonomie des caisses d'assurance maladie (elles fixent chacune librement leur taux de cotisation, qui sont différents d'une caisse à l'autre) ;
- le tiers-payant généralisé ;
- le rôle important de la négociation collective entre les caisses et les représentants des médecins et avec les hôpitaux ;
- le système fédéral qui donne un rôle important aux Länder (en particulier dans le domaine hospitalier).

Le système d'assurance maladie allemand est proche du modèle français dans sa philosophie et doit faire face à des difficultés comparables.
Depuis le 21 décembre 2012, une nouvelle loi est passée en vigueur, éliminant la discrimination qui pouvait avoir lieu parfois envers les femmes et parfois envers les hommes : le tarif unisexe pour les assurances. Les assurances proposaient jusque fin 2012 des tarifs préférentiels pour le sexe masculin et parfois pour le sexe féminin. Les assurances automobile étaient par exemple nettement moins chères pour les femmes car la majorité des accidents étaient dus à des étudiants masculins. La différenciation des prix était présente pour de nombreuses assurances jusqu'à ce que la cour européenne, dans un esprit d'unicité à l'égard des autres pays européens, déclare que ces différences n'avaient plus lieu d'être. Dorénavant, les femmes paient ainsi leurs assurances auto plus cher qu'auparavant et les hommes profitent d'un rabaissement de ces frais d'assurance pour arriver à une moyenne unisexe. Les assurances maladie ont été très peu modifiées mais ont tout de même été unifiées entre les deux sexes (notamment pour les assurances au niveau des cancers). Dans le fond la mesure n'a pas eu d'incidence budgétaire importante, il s'agissait avant tout de réduire toute forme de discrimination.

### Belgique
L'assurance maladie-invalidité est une assurance « soin de santé » obligatoire gérée par l'Institut national d'assurance maladie invalidité (l'INAMI). C'est un des fondements de la sécurité sociale belge.
Cette assurance est en déficit de 634 millions d'euros en 2004, notamment à cause du vieillissement de la population et de la dégradation du rapport « nombre de cotisants » / « nombre de bénéficiaires ».
Le gouvernement fédéral belge en accord avec les acteurs du secteur médical recherchent différentes solutions à ce problème. L'usage accru de médicaments génériques, à l'efficacité équivalente aux médicaments de grande marque mais nettement moins chers, permettrait par exemple de réduire les coûts des médicaments (aux dépens de l'industrie pharmaceutique). La réduction des examens médicaux superflus est une autre piste. D'autres plaident pour la régionalisation de l'assurance maladie, arguant que les flamands subsidient des wallons surconsommateurs de soin de santé.

### Canada
En Éducation et Santé, il appartient aux provinces canadiennes d'administrer les politiques et les enveloppes budgétaires dans ces secteurs, suivant le partage des autorités et responsabilités fédérale, provinciale, régionale et municipale.

#### Québec
Les soins de santé de base des citoyens du Québec sont couverts depuis 1970 par la Régie de l'assurance-maladie du Québec (RAMQ), un organisme du gouvernement québécois relevant du Ministère de la Santé et des Services sociaux du Québec.

### États-Unis
Aux États-Unis, l'assurance maladie dépend surtout d'assureurs privés. Les pouvoirs publics garantissent les soins aux personnes âgées (Medicare) ou démunies (Medicaid). D'autre part, et contrairement à une idée répandue, même les non-assurés ont accès à des soins de santé gratuits offerts par les hôpitaux publics, centres de santé communautaires, hôpitaux universitaires, etc.. D’après les données de l’OCDE, les dépenses publiques de santé sont de 2 464 $ par habitant[réf. nécessaire].
En 2010, 83,5 % des Américains possédaient une assurance maladie et 50 millions en étaient privés. Ce taux doit cependant être relativisé : la moitié des individus non assurés ont moins de 35 ans et la répartition des personnes non assurées par classes d'âge fait que 95 % des problèmes de santé touchent les populations assurées. En outre, les deux tiers des non assurés ont des revenus supérieurs à 25 000 $ et les ménages dont les revenus se situent en dessous du seuil de pauvreté ne représentent qu'un cinquième des non-assurés. Selon Bundorf et Pauly dans le Journal of Health Economics, « jusqu'à trois quarts des non-assurés américains pourraient s'offrir une assurance santé sans enfreindre leur contrainte budgétaire ». Il s'agit donc plutôt de non-assurance volontaire.
Une partie importante des cotisations, 30 %, n'est pas réinvestie dans la santé mais part en frais administratifs, marketing et bénéfices[réf. nécessaire]. L'assurance maladie revient deux fois plus cher qu'en France : 5 500 dollars par personne en 2005, cela représente 16 % du PIB.
La réforme de l'assurance maladie voulue par le président américain Barack Obama est votée par le Sénat en novembre 2009 et par la Chambre des représentants le 21 mars 2010. Elle contraint tous les Américains à souscrire une assurance avant 2014 sous peine d'amende. Elle interdit aux assurances de refuser de couvrir leurs assurés en raison de leurs antécédents médicaux. Elle octroie une aide financière aux familles qui ont des revenus inférieurs à 88 000 dollars par an. La réforme devrait coûter 940 milliards de dollars(695 milliards d'euros) sur dix ans. Son financement devrait être assuré par des taxes sur les revenus élevés et la baisse des dépenses de soins.

### France
En France, l’assurance maladie est le modèle d'organisation du système de santé. L’assurance, financée par des cotisations assises sur les salaires et gérée par des caisses administrées par des représentants des salariés et des employeurs, passe contrat avec des professionnels de soins indépendants.
Il existe dans le monde deux autres familles d’organisation : le service national de santé dit « beveridgien », universel, financé essentiellement par l’impôt, avec un accès gratuit des résidents à une offre de soins publique et le modèle libéral, où la protection contre la maladie de la population est facultative et assurée par des contrats d’assurance privée.

### Suisse

#### Organisation
Il existe en Suisse plusieurs dizaines de caisses d'assurance maladie qui sont toutes des sociétés privées. Il n'existe pas en Suisse de caisse maladie publique.